# 采田福地
24°50′31″N 120°59′51″E / 24.841987°N 120.997580°E
采田福地，位於臺灣新竹縣竹北市新國里，是道卡斯族竹塹社七姓公後裔供奉其祖先與福德正神的廳堂，列為縣定古蹟。

## 沿革
雍正十一年（1733年），同知徐治民令原居住在今新竹都城隍廟一帶的竹塹社民遷移到湳子舊社。乾隆十四年（1749年）頭前溪水患迫使社民再次遷移到竹北新社。依《新竹廳志》記載，乾隆二十三年（1758年）台灣知府覺羅四明命他們剃髮蓄辮、改穿滿服，並賜金、潘、廖、衛、三、黎、錢這七漢姓。
乾隆二十五（1760年），竹塹社建立稱為「竹塹社七姓化番公館」的公廳。嘉慶二年（1797年）建祠堂後，明訂以其祖遺田業口糧大租穀之收入，作為基本財產。光緒四年（1878年）公館重建時，族人將「番」拆成「采田」，並沿用漢人對土地公廟的「福地」稱呼，命名「采田福地」，又稱「采田宮」。該年，竹塹社番生員廖瓊林寫「采田福地碑」陳述七姓化番的由來。
1902年左右日本政府廢除大租制，因此經濟地位始衰落。
戰後原屬於新社村，劃分為新社、新國兩里時此祠劃在新國里。今址在竹北市中正西路219巷38號。
1987年修建屋頂漏水問題。2006年7月25日，縣文化局依據竹縣文化資產審議委員會決議，公告竹北采田福地為縣定古蹟。次月10日，懸缺五年的管理員由從事營造的錢飛椿接手，協調兩旁違建待拆事宜，以便維修。縣府向文建會爭取1千2百多萬經費後，2007年展開修復工程。2008年12月4日，舉行登龕安座。

## 建築

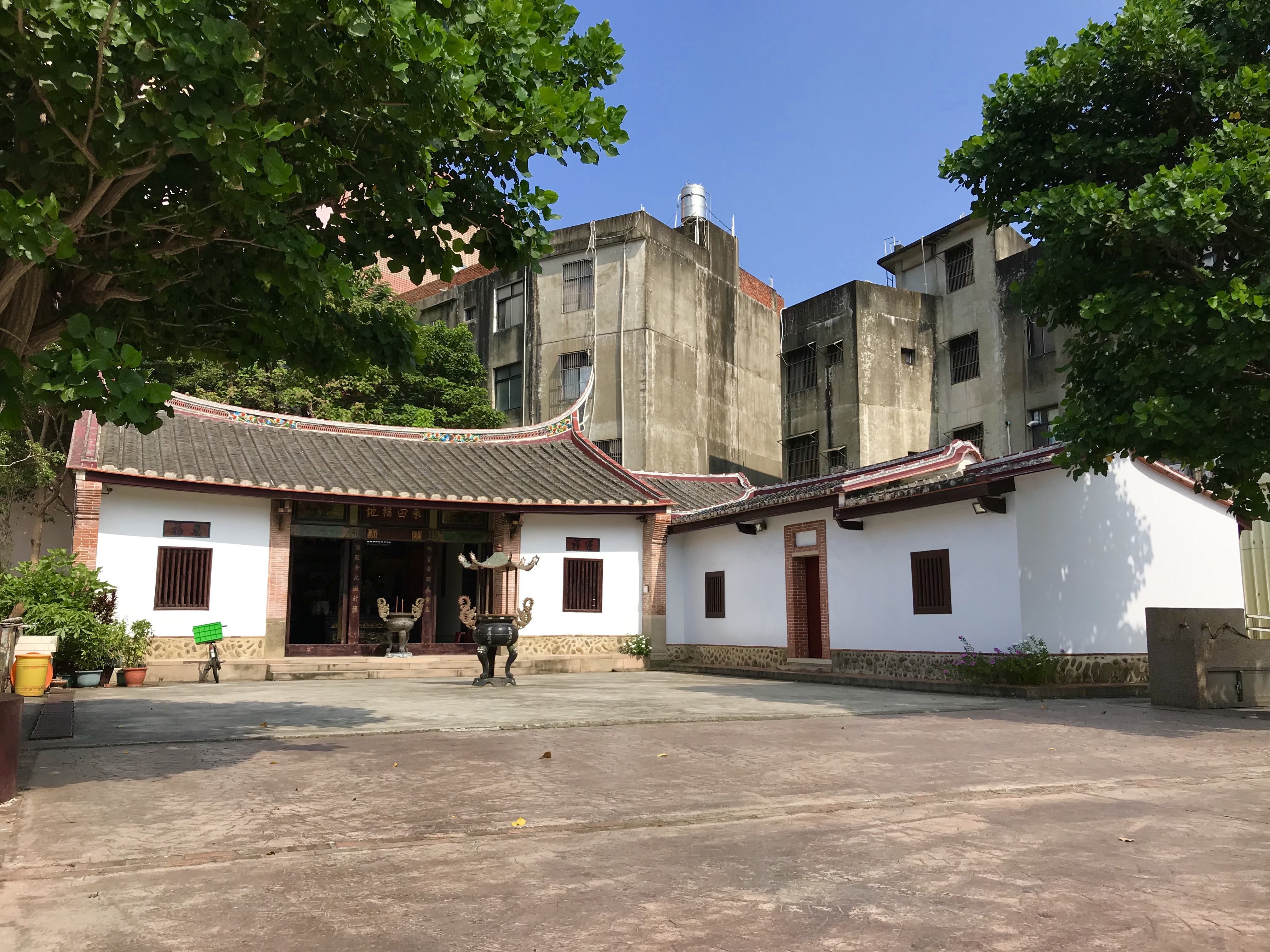
竹北采田福地本堂與左護龍

建築無一般祠堂慣見的剪黏。屋脊以幾許牡丹花的剪黏作裝飾，作工簡樸。格扇門上頂堵部分以花中四君子及蓮花、牡丹等彩繪。水車堵部分中間寫著「采田福地」，下有兩方門印、篆字書寫「常青」、「文光」，兩旁繪有「麒麟獻瑞」、「玉獅呈祥」。出檐為簡單的關刀拱。兩扇條窗上分別寫著「集福」、「迎祥」。
外面畫有錢、衛、廖、三、潘、黎、金等七個由乾隆賜姓氏的同心圓。大門口聯曰「何莫由斯長食邑，誰能舍此固封疆」，正廳上聯曰「新雨隨二十四番花風初至，社倉積三千萬石米價常平」等。掛在宗祠上的三塊木板接起來的「義勇可嘉」匾是仿製品。真品在1935年始政四十周年記念臺灣博覽會時，被臺灣總督府博物館借走，從此未還。「惠我竹塹」匾為李龍泉設計，1996年8月25日由立委林光華、國代江順裕、省議員張學舜、邱鏡淳、縣立文化中心主任范國銓、竹北市長陳煙標等人揭幕。
神龕刻有「蕃釐保障」。除文武判在土地公旁外，大成至聖先師孔夫子之神位在土地公左邊，七姓公牌位則在土地公右邊，根據林衡道的說法這種現象是有清代獨特風俗，當時認為只有做過官去世後才能供在祠堂正中，否則寧可把大位讓給土地公，有著鼓勵子孫讀書仕進之用意。

## 祭祀
原先有七姓族人共祭，後來新竹赤土崎、二重埔民變，金、黎兩姓族人在征伐時絕房。
光緒中葉，竹塹社除了春秋兩祭，又增加農曆二月初二土地公生、十二月十六日尾牙，清明祭祖及中元普渡此四祭典。過去農曆七月十七日來此祭祖後，會舉行折返賽跑，最先回到采田福地者可以獲得獎賞。日治時期大致沿襲清制，戰後每年祭祀五次，除三月十六日和十一月十六日的春秋兩祭是竹塹社傳統祭祀，其餘三回祭典及中元普渡，均為漢人年節祭日。具竹塹社七姓公管理人三仁壽表示，族人過去為避免身分被排擠，調查籍貫時刻意填寫成梅縣客家人。
此外，新國里里長吳茂雄表示當地曾挖出一堆尺寸大於漢人的遺骨，後集中祭祀，今為廖茶先生媽廟。